# Kruščica (rijeka)
Kruščica  je rijeka u Bosni i Hercegovini.
Kruščica izvire ispod planine Kruščice. Protiče kroz općinu Vitez. Lijeva je pritoka rijeke Lašve. Na rijeci su do daljnjeg obustavljene izgradnje dvije MHE zbog neregularne dokumentacije.